# 駒澤大学苫小牧短期大学
駒澤大学苫小牧短期大学（こまざわだいがくとまこまいたんきだいがく、英語: Komazawa University Tomakomai Junior College）は、北海道苫小牧市美園町1-9-3に本部を置いていた日本の私立大学である。1965年に設置され、2003年に廃止された。大学の略称は駒苫。

## 概要

### 大学全体
- 北海道苫小牧市に所在した日本の私立短期大学で、設置主体は学校法人駒澤大学[1]。
- 1965年に開学。のちに学科の増設により最多3学科を擁していたが、1998年度の学生募集より食物栄養学科のみの1学科に短縮された。岩見沢駒澤短期大学とともに、北海道にあった駒澤グループの短期大学となっていた。
- 2001年度の入学生を最後に[注釈 2]、2003年に短期大学としての使命を終える[2]。

### 建学の精神（校訓・理念・学是）
- 駒澤大学苫小牧短期大学における建学の精神は「行学一如」。

### 教育および研究
- 駒澤大学苫小牧短期大学は栄養士の養成に力をいれていた。かつては、国文・英文の各専門教育も行われていた。一般教育科目には「宗教学」が設置されていた。

### 学風および特色
- 駒澤大学苫小牧短期大学は元々、女子を対象とした短大だったが共学化された。
- 母体である駒澤大学と同じように、曹洞宗に則った教育をベースとしていた。

## 沿革
- 1951年
  - 3月8日 学校法人駒澤大学の設立が認可される[3]。
- 1965年
  - 1月25日 左記を以て文部省[注 2]より短期大学の設置が認可される[4]。
  - 4月1日 苫小牧駒澤短期大学（とまこまいこまざわたんきだいがく）として以下の学科体制にて開学[5]。
    - 国文科 入学定員50名
    - 英文科 入学定員50名

  - 5月1日 学生数[6]/定員[7]
    - 国文科 22[注釈 3]/50
    - 英文科 27[注釈 3]/50
- 1967年
  - 4月1日 以下の学科を増設する[注 3]。
    - 食物栄養科入学定員50名
- 1967年
  - 5月1日 学生数[11]/定員
    - 国文科 45[注釈 3]/100
    - 英文科 51[注釈 3]/100
    - 食物栄養科 34[注釈 3]/50
- 1969年
  - 4月1日 食物栄養科の入学定員を50[12]→100に増員[注 4]
- 1970年
  - 5月1日 学生数[15]/定員
    - 国文科 42[注釈 3]/100
    - 英文科 50[注釈 3]/100
    - 食物栄養科 136[注釈 3]/200
- 1989年
  - 4月1日 駒澤大学苫小牧短期大学（こまざわだいがくとまこまいたんきだいがく）と改名[16]。
  - 5月1日 学生数[17]/定員
    - 国文科 106[注釈 3]/100
    - 英文科 157[注釈 3]/100
    - 食物栄養科 152[注釈 3]/200
- 1992年
  - 5月1日 学生数[注 5]/定員
    - 国文科 158[注釈 3]/100
    - 英文科 165[注釈 3]/100
    - 食物栄養科 238[注釈 3]/200
- 1995年
  - 4月1日 全学科、共学となる。
  - 5月1日 学生数[20]/定員
    - 国文科 152[注 6]/100
    - 英文科 146[注 7]/100
    - 食物栄養科 244[注 8]/200
- 1996年
  - 5月1日 学生数[21]/定員
    - 国文科 128[注 9]/100
    - 英文科 126[注 10]/100
    - 食物栄養科 241[注 11]/200
- 1997年
  - 4月1日 国文科、英文科の各学科の学生募集を最終とする[注 12]。
  - 5月1日 学生数[24]/定員
    - 国文科 114[注 13]/100
    - 英文科 115[注 14]/100
    - 食物栄養科 214[注 15]/200
- 1998年
  - 4月1日 食物栄養科の入学定員を100→50に減員[注 16]。
  - 5月1日 学生数[25]/定員
    - 国文科 57[注 17]/60
    - 英文科 61[注 18]/50
    - 食物栄養科 152[注 19]/150
- 1999年
  - 5月1日 学生数[26]/定員
    - 国文科 1[注釈 4]/-
    - 英文科 1[注釈 4]/-
    - 食物栄養科 112[注 20]/100
- 2000年
  - 10月26日 左記をもって国文科、英文科が正式に廃止となる[27]。
- 2001年
  - 4月1日 短期大学としての学生募集が最終となる[注釈 2]。
- 2003年
  - 9月30日 左記をもって正式に廃止となる[2]。

## 基礎データ

### 所在地
- 北海道苫小牧市美園町1-9-3[注釈 1]

### 象徴
- 駒澤大学苫小牧短期大学のカレッジマークは右記資料を参照[4]。

### 歴代学長
- 石島快隆
- 松岡規道
- 岡本素光
- 若月正吾
- 渡部賢宗
- 中西道膽
- 嶺金治
- 大久保治男

## 教育および研究

### 組織

#### 学科
- 国文科[注釈 5]
- 英文科[注釈 5]
- 食物栄養科[注 21]

#### 専攻科
- なし

#### 別科
- なし

#### 取得資格について
資格
- 栄養士資格が食物栄養科にて設置されていた[29]
- 司書教諭資格が全ての学科に併設されていた[29]

教職課程
- 中学校教諭二種免許状[29]
  - 家庭：食物栄養科
  - 国語：国文科
  - 英語：英文科

### 研究
- 『駒澤大学苫小牧短期大学紀要』ほか[30]。
- 『苫小牧駒沢短期大学研究紀要』[31]。
- 『苫小牧駒澤短期大学紀要』[32]

## 学生生活

### 部活動・クラブ活動・サークル活動
- 短期大学においては短大独自のものがあったが、大学が併設されてからは大学と合同のものとなっていた。

## 大学関係者と組織

### 歴代学長
- 岡本素光
- 若月正吾
- 渡部賢宗
- 大久保治男[注 22]

### 教職員
- 篠原昌彦
- 野坂幸弘
- 山田博光

## 施設

### キャンパス
- 近年は、大学と共同使用。

### 寮
- 駒澤大学苫小牧短期大学には「清美寮」と呼ばれる学生寮があった[29]。

## 系列校

### 附属校
- 駒澤大学
- 駒澤大学高等学校
- 駒澤大学附属苫小牧高等学校

### 姉妹校
- 駒沢女子大学
- 駒沢女子短期大学
- 駒沢学園女子中学校・高等学校
- 駒沢女子短期大学附属こまざわ幼稚園

### 関係校
- 鶴見大学
- 鶴見大学短期大学部
- 東北福祉大学
- 愛知学院大学
- 愛知学院大学短期大学部

## 社会との関わり
- 公開講座を行う。

## 卒業後の進路について

### 編入学・進学実績
- 駒澤大学への編入学実績がある。